# 에릭 호비츠
에릭 조엘 호비츠(Eric Joel Horvitz, /ˈhɔːrvɪts/)는 미국의 컴퓨터 과학자이자 마이크로소프트의 기술 연구원으로, 이 회사의 초대 최고 과학 책임자를 맡고 있다. 그는 이전에는 워싱턴주 레드먼드, 매사추세츠주 케임브리지, 뉴욕주 뉴욕, 캐나다 몬트리올, 영국 케임브리지, 인도 방갈로르의 연구 센터를 포함한 마이크로소프트 리서치 랩의 디렉터였다.
호비츠는 불확실성과 제한된 자원 하에서 의사 결정을 위한 계산 메커니즘에 기여한 공로로 2013년에 미국공학한림원 회원으로 선출되었다.

## 전기
호비츠는 스탠퍼드 대학교에서 박사 학위와 의학 학위를 받았다. 그의 박사 학위 논문인 『제한된 자원 하의 계산과 행동』과 후속 연구는 확률론과 의사결정 이론에 기반을 둔 제한된 합리성 모델을 도입했다. 그는 로널드 A. 하워드, 조지 댄치그, 에드워드 H. 쇼틀리프, 패트릭 서피스의 지도를 받으며 박사 과정을 수행했다.
그는 현재 마이크로소프트의 최고 과학 책임자이다. 그는 전미인공지능학회 (AAAI), 미국공학한림원 (NAE), 미국 예술 과학 아카데미, 그리고 미국 과학 진흥 협회 (AAAS)의 펠로우로 선출되었다.
그는 "인공지능 및 인간-컴퓨터 상호작용에 대한 기여"로 2014년 ACM 펠로우로 선출되었다.
그는 "인간-컴퓨터 상호작용과 인공지능의 교차점에 대한 연구"로 2013년 ACM CHI 아카데미에 선출되었다.
그는 2018년에 미국철학학회에 선출되었다.
2015년에 그는 AAAI 파이겐바움 상을 수상했다. 이 상은 인지, 반성, 행동의 계산 모델 개발을 통해 인공지능 분야에 지속적이고 큰 영향을 미친 공로를 인정하여 2년마다 수여되는 상으로, 시간 민감 의사결정, 지능형 정보, 교통, 의료 시스템에 적용된다.
2015년에는 "인지, 반성, 합리적 행동의 원리와 모델을 개발하여 컴퓨팅 및 의사결정 과학 전반에 걸쳐 인공지능 및 인간-컴퓨터 상호작용에 기여한 공로"로 ACM - AAAI 앨런 뉴웰 상도 수상했다.
그는 대통령 과학기술자문위원회 (PCAST), 앨런 인공지능 연구소 (AI2)의 과학 자문 위원회, 그리고 미국 국립 과학, 공학, 의학 아카데미의 컴퓨터 과학 및 통신 위원회 (CSTB)에서 활동하고 있다.
그는 인공지능 진흥 협회 (AAAI)의 회장, NSF 컴퓨터 및 정보 과학 및 공학 (CISE) 자문 위원회, 컴퓨팅 커뮤니티 컨소시엄 (CCC) 이사회, 미국 과학 진흥 협회 (AAAS) 정보, 컴퓨팅 및 통신 섹션 의장, 미국 국립 의학 도서관 (NLM) 이사회 이사, 그리고 2018년에 설립되어 2021년 3월에 최종 보고서를 발표한 국가 인공지능 안보 위원회 (NSCAI) 위원으로 활동했다.

## 연구
호비츠의 연구 관심사는 인지, 학습, 추론 시스템 개발과 관련된 이론적 및 실제적 과제를 포함한다. 그의 기여는 기계 학습 및 추론, 정보 검색, 인간-컴퓨터 상호작용, 생물정보학, 전자 상거래 원리 및 응용 분야의 발전을 포함한다.
호비츠는 인공지능에서 확률론과 의사결정 이론을 사용하는 데 중요한 역할을 했다. 그의 연구는 컴퓨터 과학 및 컴퓨터 공학의 다른 분야에서 인공지능의 신뢰도를 높였으며, 인간-컴퓨터 상호작용부터 운영체제에 이르는 분야에 영향을 미쳤다. 그의 연구는 인공지능과 의사결정 과학 간의 연관성을 확립하는 데 기여했다. 예를 들어, 그는 제한된 합리성에 대한 의사결정 이론적 접근 방식인 제한된 최적성 개념을 만들었다. 제한된 최적성의 영향은 컴퓨터 과학을 넘어 인지 과학과 심리학까지 확장된다.
그는 의사결정을 위한 자동화된 추론을 안내하기 위해 확률과 효용을 사용하는 것을 연구했다. 이 방법은 시간이 지남에 따라 환경에서 문제 흐름을 해결하는 것을 고려한다. 관련 연구에서 그는 확률과 기계 학습을 조합 문제 해결 및 정리 증명 안내에 적용했다. 그는 AI에 언제든지 알고리즘 패러다임을 도입했으며, 이는 부분 결과, 확률 또는 결과 효용이 계산의 예상 가치에 따라 다른 가용성 또는 시간 비용 하에서 계산을 통해 정제되는 방식이다.
그는 AI에 대한 장기적인 도전 과제를 제시했으며 "개방형 AI"에 대한 비전을 옹호했다. 이는 기계 지능이 이전에 본 적 없는 상황에 직면하는 더 넓은 세상에서 잘 이해하고 수행할 수 있는 능력을 갖는 것을 의미한다.
그는 인간과 기계 지능 간의 시너지를 탐구했다. 그는 기계 대 인간의 주도권을 안내하기 위해 기계 학습과 의사결정 이론을 사용하는 원리를 도입했으며, AI 시스템이 언제 문제 해결을 인간에게 넘겨야 하는지를 이해하게 하는 방법, 그리고 기계 학습 및 계획 기술을 사용하여 사람과 AI 시스템의 상호보완적 능력을 식별하고 통합하는 것을 연구했다. 인간 중심 AI 연구에서 그는 시간 제약이 있는 환경에서 인간 의사결정자에게 정보를 표시하는 것을 안내하기 위해 표시된 정보의 예상 가치에 대한 측정 및 모델을 도입했으며, 통계적 AI 추론을 더 이해하기 쉽게 만드는 방법을 개발했다. 그는 컴퓨팅 시스템에서 인간 주의력 모델을 도입했으며, 컴퓨터 사용자에게 방해되는 비용을 추론하기 위해 기계 학습을 사용하는 것을 연구했다. 그의 기계 학습을 사용한 인간 놀람 모델 구축은 MIT 테크놀로지 리뷰에 의해 기술적 돌파구로 소개되었다.
그는 소프트웨어 및 일상생활에서 사용자에게 도움을 제공하는 AI 방법의 사용을 연구했다.
그는 멀티모덜 인터페이스에 기여했다. 2015년에 그는 멀티모덜 상호작용에 기여한 공로로 ACM ICMI 지속적 성과상을 수상했다. 그의 멀티모덜 상호작용 연구에는 상황 상호작용에 대한 연구가 포함되며, 여기서 시스템은 개방형 환경의 물리적 세부 사항을 고려하고 여러 사람과 대화할 수 있다.
그는 확률 기반 방법으로 프라이버시를 강화하는 공동 작업을 했으며, 여기에는 커뮤니티 센싱이라는 이타적 데이터 공유 모델과 확률적 프라이버시를 포함한 위험 민감 접근 방식이 포함된다.
그는 마이크로소프트의 최고 발명가이다.
그는 윈도우의 메모리 관리, 웹 프리페칭, 그래픽 렌더링, 웹 크롤링 등 컴퓨팅 시스템에 인공지능 방법을 적용하는 노력을 주도했다. 그는 소프트웨어 디버깅을 위한 AI 초기 연구를 수행했다.
호비츠는 인공지능 주제에 대해 내셔널 퍼블릭 라디오와 찰리 로즈 쇼 등에서 강연한다. 온라인 강연에는 기술 강연과 일반 대중을 위한 프레젠테이션이 모두 포함되며, 예를 들어 TEDx 강연인 "인공지능과 친구 되기" 등이 있다. 그의 연구는 뉴욕 타임스와 MIT 테크놀로지 리뷰에 소개되었다.
그는 AI의 발전, 기회, 도전 과제에 대해 미국 상원에서 증언했다.

## AI와 사회
그는 개방형 환경에서 AI 기술을 구현하는 데 따른 기술적 및 사회적 도전과 기회에 대해 다루었으며, 여기에는 AI의 유익한 사용, AI 안전 및 견고성, 그리고 AI 시스템과 기능이 의도치 않은 영향을 미치거나, 위험을 초래하거나, 오용될 수 있는 경우가 포함된다. 그는 군사 환경에서 AI 적용에 대한 주의 사항에 대해 발표했다. 그와 토마스 G. 디터리치는 AI 정렬에 대한 작업을 촉구하며, AI 시스템은 "명령을 문자 그대로 수행하기보다는 사람들이 의도하는 바를 추론해야 한다"고 말했다.
그는 AI 시스템에서 정부의 데이터 사용으로 인해 시민의 자유에 잠재적으로 가해질 수 있는 위험에 대해 행동을 촉구했다. 그와 개인정보 보호 학자인 디어드르 멀리건은 사회가 데이터의 사회적 이점과 프라이버시 문제를 균형 있게 다루어야 한다고 밝혔다.
그는 AI 기반 딥페이크의 위험성에 대해 발표하고 디지털 콘텐츠의 출처와 편집 이력을 암호화 방식으로 인증하는 미디어 출처 기술에 기여했다.

### 아실로마 AI 연구
그는 2007년부터 2009년까지 AAAI 회장을 역임했다. AAAI 회장으로서 그는 아실로마 AI 연구를 소집하고 공동 의장을 맡았으며, 이 연구는 2009년 2월 아실로마에서 AI 과학자 회의로 절정을 이루었다. 이 연구는 AI 성공의 본질과 시기를 고려하고, 컴퓨터 기반 지능에 대한 통제력 상실 가능성 및 우려를 줄이고 장기적인 사회적 결과를 향상시킬 수 있는 노력 등 AI 개발 방향에 대한 우려를 검토했다. 이 연구는 AI 과학자들이 초지능 및 AI 통제력 상실에 대한 우려를 다루기 위한 첫 번째 회의였으며 대중의 관심을 끌었다.
아실로마 연구의 보도에서 그는 과학자들이 초지능 기계와 인공지능 시스템이 인간의 통제를 벗어나는 것에 대한 우려를 연구하고 대응해야 한다고 말했다. 나중에 NPR 인터뷰에서 그는 AI 통제력 상실 가능성이 낮다고 믿더라도 그러한 결과의 비용 때문에 초지능에 대한 과학적 연구에 대한 투자가 선제적 노력을 안내하는 데 가치 있을 것이라고 말했다.

### 인공지능 백년 연구
2014년 호비츠는 그의 아내와 함께 스탠퍼드 대학교에서 인공지능 백년 연구 (AI100)를 정의하고 자금을 지원했다. 2016년에 AI 지수는 백년 연구의 프로젝트로 시작되었다.
호비츠에 따르면, 미래에 증가할 수 있는 AI100 기금은 한 세기 동안 연구 자금을 조달하기에 충분하다. 스탠퍼드 보도 자료는 한 세기 동안 위원회들이 "인공지능의 영향이 사람들이 일하고, 살고, 노는 모든 측면에 어떻게 파급될지 연구하고 예측할 것"이라고 밝혔다. 연구를 위한 프레임워크 메모는 법률, 윤리, 경제, 전쟁, 범죄 등 18가지 고려 사항을 제시한다. 주제에는 민주주의와 자유에 위협이 될 수 있는 AI 오용과 초지능 및 AI 통제력 상실 가능성 다루기가 포함된다.
백년 연구는 상임 위원회에서 감독한다. 상임 위원회는 질문과 주제를 정하고 5년마다 연구 패널을 조직한다. 연구 패널은 AI 기술의 현황과 발전 속도, 사람과 사회에 대한 AI의 영향과 관련된 도전 및 기회를 평가하는 보고서를 발표한다.
피터 스톤이 의장을 맡은 2015년 백년 연구 패널은 2016년 9월 "인공지능과 2030년의 삶"이라는 제목의 보고서를 발표했다. 패널은 업계에 대한 공공 및 민간 지출 증가를 옹호하고, 모든 정부 수준에서 AI 전문 지식 증가를 권고했으며, 전면적인 정부 규제에 반대했다. 패널 의장 피터 스톤은 AI가 인간 노동자를 자동으로 대체하지 않고 오히려 노동력을 보완하고 기술 유지보수 분야에서 새로운 일자리를 창출할 것이라고 주장한다. 주로 향후 15년에 초점을 맞췄지만, 보고서는 지난 10년 동안 중요성이 부각된 초지능 로봇의 위험에 대한 우려와 기대를 언급하며 "영화와 달리 초인간 로봇의 종족은 지평선에 없거나 아마도 불가능하다"고 밝혔다. 스톤은 "보고서에서 이것에 신뢰성을 부여하지 않기로 의식적으로 결정했다"고 말했다.
마이클 리트먼이 의장을 맡은 AI100 연구의 2차 보고서는 2021년에 발행되었다.

### Partnership on AI 설립
그는 애플, 아마존, 페이스북, 구글, 딥마인드, IBM, 마이크로소프트가 시민사회, 학계, 비영리 연구 개발 대표자들과 함께 참여하는 비영리 단체인 Partnership on AI를 공동 설립하고 이사회 의장을 역임했다. 이 단체의 웹사이트는 형사 사법의 위험 점수 연구, 얼굴 인식 시스템, AI와 경제, AI 안전, AI와 미디어 무결성, AI 시스템 문서화 등의 이니셔티브를 소개한다.

### 마이크로소프트 이더 위원회
그는 마이크로소프트에서 AI 기술의 책임 있는 개발 및 구현에 관한 마이크로소프트의 내부 위원회인 이더 위원회를 설립하고 의장을 맡고 있다. 그는 이더 위원회가 마이크로소프트의 상업적 AI 노력에 영향을 미치는 권고와 결정을 내렸다고 보고했다. 2020년 4월, 마이크로소프트는 AI 신뢰성 및 안전, 편향 및 공정성, 명료성 및 설명, 인간-AI 협력을 중심으로 하는 팀을 포함하여 이더 위원회와 그 워킹 그룹이 개발한 원칙, 지침 및 도구에 대한 콘텐츠를 발표했다.

## 출판물

### 서적
- Horvitz, E. (December 1990), 《Computation and Action Under Bounded Resources》 (PDF) (Dissertation), Stanford, CA: Stanford University

### 주요 논문
- Horvitz, E. (2017년 7월 7일), “AI, people, and society”, 《Science》 357 (6346): 7, Bibcode:2017Sci...357....7H, doi:10.1126/science.aao2466, PMID 28684472
- Gershman, S.; Horvitz, E.; Tenenbaum, J. (2015년 7월 17일), “Computational rationality: A converging paradigm for intelligence in brains, minds, and machines”, 《Science》 349 (6245): 273–278, Bibcode:2015Sci...349..273G, doi:10.1126/science.aac6076, PMID 26185246, S2CID 14818619
- Kamar, E.; Hacker, S.; Horvitz, E. (June 2012), “Combining Human and Machine Intelligence in Large-scale Crowdsourcing” (PDF), 《AAMAS '12 Proceedings of the 11th International Conference on Autonomous Agents and Multiagent Systems - Volume 1》 (Richland, SC: International Foundation for Autonomous Agents and Multiagent Systems) 1: 467–474, ISBN 978-0-9817381-1-6
- Horvitz, E. (July 2008), “Artificial Intelligence in the Open World”, 《Opening Session of the Annual Meeting, Association for the Advancement of Artificial Intelligence》 (Lecture) (Chicago, IL)
- Horvitz, E; Kadie, C; Paek, T; Hovel, D (March 2003), “Models of Attention in Computing and Communication: from Principles to Applications” (PDF), 《Communications of the ACM》 (ACM) 46 (3), 52–59쪽, doi:10.1145/636772.636798, S2CID 2584780
- Horvitz, E. (February 2001), “Principles and Applications of Continual Computation” (PDF), 《Artificial Intelligence》 126 (1–2): 159–196, CiteSeerX 10.1.1.476.5653, doi:10.1016/S0004-3702(00)00082-5
- Horvitz, E (May 1999). 〈Principles of mixed-initiative user interfaces〉 (PDF). 《Proceedings of the SIGCHI conference on Human factors in computing systems the CHI is the limit - CHI '99》. New York, NY: ACM. 159–166쪽. doi:10.1145/302979.303030. ISBN 0-201-48559-1. S2CID 8943607.
- Horvitz, E; Barry, M (August 1995), “Display of information for time-critical decision making” (PDF), 《UAI'95 Proceedings of the Eleventh conference on Uncertainty in artificial intelligence》 (San Francisco, CA: Morgan Kaufmann Publishers Inc), 296–305쪽, ISBN 1-55860-385-9
- D, Heckerman; Horvitz, E; Nathwani, Bharat (June 1992), “Toward Normative Expert Systems: Part I, the Pathfinder Project” (PDF), 《Methods of Information in Medicine》 31 (2): 90–105, doi:10.1055/s-0038-1634867, PMID 1635470, S2CID 14672300
- Henrion, M.; Breese, J.; Horvitz, E. (1991), “Decision analysis and expert systems”, 《AI Magazine》 (Menlo Park, CA: American Association for Artificial Intelligence) 12 (4): 64–91, doi:10.1609/aimag.v12i4.919, S2CID 18217939
- Shwe, M.; Middleton, B.; Heckerman, D.; Hernion, M.; Horvitz, E.; Lehmann, H.; Cooper, G. (October 1991), “Probabilistic diagnosis using a reformulation of the INTERNIST-1/QMR knowledge base” (PDF), 《Methods of Information in Medicine》 30 (4): 241–255, doi:10.1055/s-0038-1634846, S2CID 2279911
- Horvitz, E.; Cooper, G.F.; Heckerman, D. (August 1989), “Reflection and action under scarce resources: Theoretical principles and empirical study” (PDF), 《IJCAI'89 Proceedings of the 11th International Joint Conference on Artificial Intelligence - Volume 2》 (San Francisco, CA: Morgan Kaufmann Publishers Inc.): 1121–1127
- Horvitz, E. (August 1988), “Reasoning under varying and uncertain resource constraints” (PDF), 《AAAI'88 Proceedings of the Seventh AAAI National Conference on Artificial Intelligence》 (AAAI Press): 111–116
- Horvitz, E.; Breese, J.; Henrion, M. (July 1988), “Decision theory in expert systems and artificial intelligence” (PDF), 《International Journal of Approximate Reasoning》 (New York, NY: Elsevier Science Inc.) 2 (3): 247–302, doi:10.1016/0888-613X(88)90120-X
- Horvitz, E. (July 1987), 《Reasoning about beliefs and actions under computational resource constraints》 (PDF), Arlington, VA: AUAI Press, 429–447쪽, arXiv:1304.2759, Bibcode:2013arXiv1304.2759H, ISBN 0-444-87417-8

### 팟캐스트
- 《AI and Our Future With Machines with Dr. Eric Horvitz》, Microsoft Research Podcast, 2017년 12월 4일
- 《Potential and Pitfalls of AI with Dr. Eric Horvitz》, Microsoft Research Podcast, 2020년 3월 5일